# KyivNotKiev

Sigla campaniei

KyivNotKiev este o campanie online demarată de Ministerul Afacerilor Externe al Ucrainei (MAE) și centrul de comunicații strategice „StratCom Ucraina” la 2 octombrie 2018. Scopul său este de a convinge mass-media și organizațiile anglofone să folosească exclusiv toponimicul Kyiv (derivat din varianta ucraineană Київ; transliterare în română: Kîiiv) în loc de Kiev (derivat din varianta rusă Киев) ca singura variantă corectă de scriere a denumirii capitalei ucrainene în engleză. Face parte dintr-o campanie mai largă, „CorrectUA”, și este coordonată de Departamentul de Diplomație Publică al MAE.
Promotorii campaniei intenționează să propage identitatea ucraineană la nivel internațional și să ajute la combaterea percepțiilor asupra relicvelor lingvistice ale Rusiei sovietice și imperiale, prin promovarea utilizării exclusive a transliterațiilor din ucraineană în cazul toponimicelor ucrainene.
Varianta de latinizare Kyiv a fost adoptată de autoritățile ucrainene în 1995; tot atunci au început eforturile de promovare a utilizării Kyiv în străinătate. La nivel internațional, această transliterație a fost aprobată la cea de-a zecea Conferință a Națiunilor Unite privind standardizarea denumirilor geografice, dar impactul practic s-a lăsat așteptat. Până în 2019, au existat puține organizații care trecuseră la Kyiv, deoarece mulți oameni din afara Ucrainei nu recunoșteau necesitatea sau credeau că problema este „impusă intenționat de naționaliști”. Declanșarea războiului ruso-ucrainean a încurajat mai multe instituții media occidentale să-și schimbe transliterația.

## Premisă
Campania „KyivNotKiev” face parte din campania mai amplă „CorrectUA”, care pledează pentru schimbarea numelui în limba engleză nu numai pentru Kiev, ci și pentru alte orașe ucrainene ale căror denumiri în engleză sunt derivate din rusă. Exemple de toponimice derivate din rusă includ: Odessa în loc de Odesa, Harkov în loc de Harkiv, Lvov în loc de Lviv, Nikolaev în loc de Mykolaiv (transliterare în română Mîkolaiiv) și Rovno în loc de Rivne. În engleză, varianta Kiev fost folosită în publicații încă din 1804, în "New map of Europe, from the latest authorities" („Noua hartă a Europei, de la ultimele autorități”) a lui John Cary⁠(d), care a apărut în Cary's New Universal Atlas („Noul atlas universal al lui Cary”) publicat la Londra. În 1823 a fost publicat jurnalul de călătorie al lui Mary Holderness New Russia: Journey from Riga to the Crimea by way of Kiev („Noua Rusie: Călătorie de la Riga spre Crimeea prin Kiev”). Dicționarul englez Oxford a inclus Kiev într-un citat din 1883, dar Kyiv abia în 2018. Transliterațiile bazate pe nume rusești au rămas în practica obișnuită din cauza politicilor agresive de rusificare din partea autorităților imperiale ruse și mai târziu sovietice.

## Desfășurare
Campania „KyivNotKiev” a început cu un „maraton” de două săptămâni în care MAE a publicat, în fiecare zi sau peste o zi, titluri de știri străine. Ucrainenii cereau acestor redacții, pe rețelele de socializare, să folosească Kyiv în loc de Kiev, deseori atașând hashtag-ul #KyivNotKiev. Au fost țintite zece dintre cele mai influente (în opinia MAE) instituții de știri globale în limba engleză: Reuters, CNN, BBC News, Al Jazeera, Daily Mail, The Washington Post, The New York Times, The Guardian, The Wall Street Journal și Euronews. Printre participanți s-au numărat oficiali ucraineni de rang înalt, precum ministrul sănătății Uleana Suprun⁠(d), reprezentantul Ucrainei la Consiliul Europei Dmîtro Kuleba și deputatul Ehor Sobolev⁠(d). Campania a fost sprijinită de mii de ucraineni, iar hashtag-ul #KyivNotKiev a fost văzut de peste 10 milioane de utilizatori ai rețelelor sociale. În timpul maratonului, sau la scurt timp după încheierea acestuia, varianta Kyiv a început să fie folosită de BBC și The Guardian. În curând au urmat acest exemplu Associated Press, The Wall Street Journal, The Globe and Mail⁠(d), The Washington Post, Financial Times, The Economist, The Daily Telegraph, The New York Times și alte mass-media străine. Varianta Kyiv a fost adoptată și de unele organizații internaționale.
În iunie 2019, la cererea Departamentului de Stat al Statelor Unite ale Americii, a Ambasadei Ucrainei în Statele Unite⁠(d) și a unor organizații ucrainene din America, varianta Kyiv a fost adoptată oficial de Consiliul Statelor Unite pentru Denumiri Geografice, în rezultat guvernul federal al Statelor Unite a început să folosească doar această variantă. Înainte de iunie 2019, în SUA erau folosite oficial ambele variante.
Unul dintre obiectivele campaniei a fost de a convinge aeroporturile internaționale din întreaga lume să treacă de la Kiev la Kyiv. Anterior, majoritatea aeroporturilor refuzaseră să facă acest lucru, argumentând că în listele Asociației Internaționale de Transport Aerian (IATA) și a Organizației Internaționale a Aviației Civile (ICAO) era specificat Kiev. Cu toate acestea, în octombrie 2019, IATA, inspirată de decizia Consiliului Statelor Unite pentru Denumiri Geografice, a trecut la Kyiv. De la lansarea campaniei și până în ianuarie 2020, 63 de aeroporturi și 3 companii aeriene din întreaga lume au început să folosească numele Kyiv; printre acestea se numără Toronto Pearson, Luton, Manchester, Frankfurt și Barcelona–El Prat.
În septembrie 2020, Wikipedia în engleză a trecut de la varianta Kiev la Kyiv. Wikipedia în română continuă să folosească varianta rusă Kiev, în concordanță cu utilizarea toponimicului de către Ministerul Afacerilor Externe al României.